# Mangalica

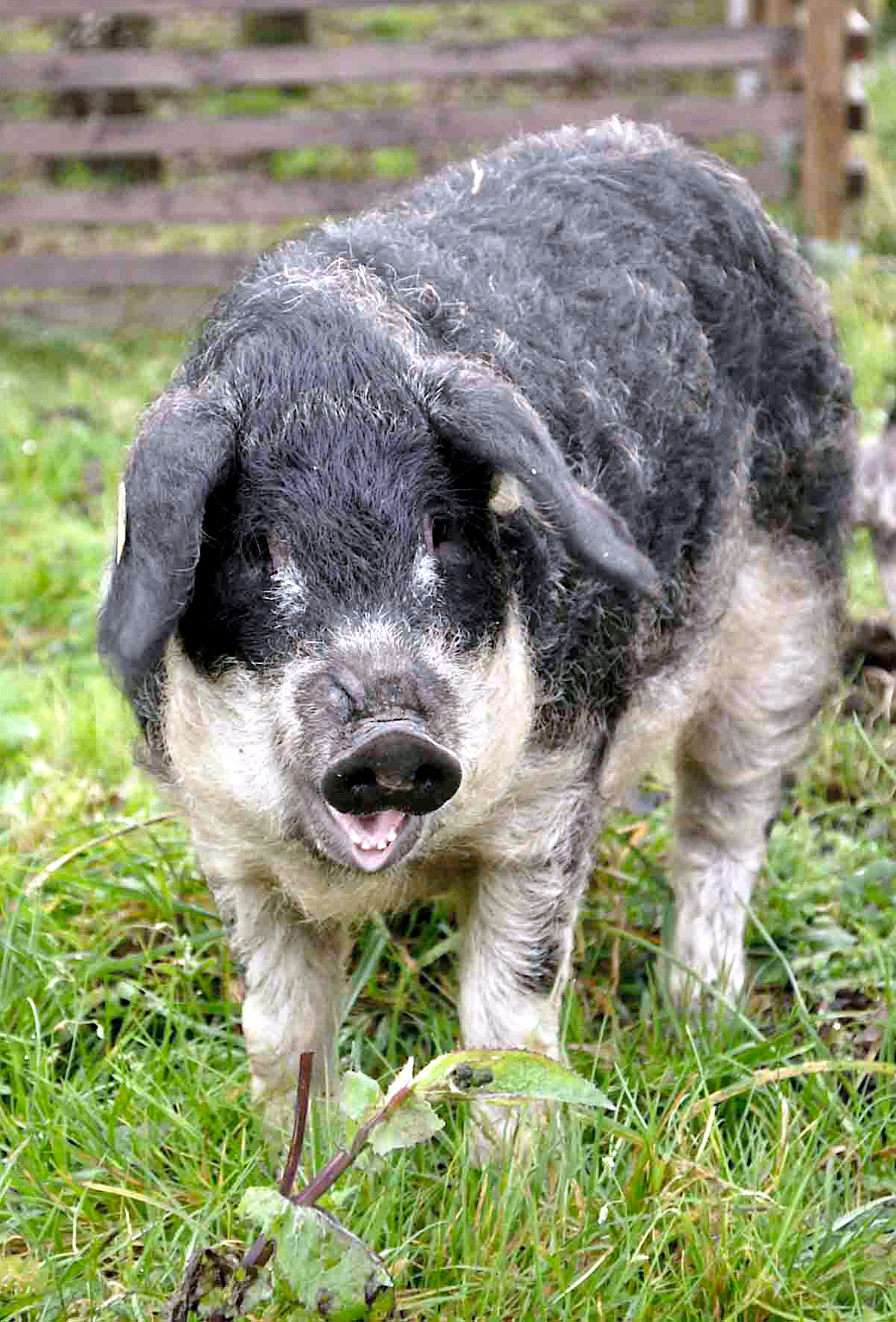
Mangalica

Mangalica – rasa węgierskiej świni domowej hodowana od XIX wieku w różnych odmianach, a od 1974 roku ustawowo chroniona. Charakteryzuje się wysoką zawartością tłuszczu. Związana jest z nią także opinia, jakoby jej mięso zawierało stosunkowo mało cholesterolu.

## Historia
Po wyzwoleniu Węgier spod tureckiego panowania w końcu XVII w. na odbitych terenach pozostało wyjątkowo mało świń, ponieważ Turcy z powodów religijnych ich nie jadali. Hodowla świń została ograniczona do terenów obecnej Słowacji i Siedmiogrodu. Pomimo tego z 1750 r. pochodzą wiadomości o znanym szeroko jarmarku świńskim w Sopronie, na który pędzono zwierzęta z terenów Wielkiej Niziny Węgierskiej. W końcu XVIII w. znaczniejszy handel świniami koncentrował się na terenach między Zadunajem a Austrią, którego przedmiotem były głównie zwierzęta rasy bakońskiej (bakonyi) dobrze znoszące długą drogę. Z powodu ciągle rosnącego popytu handlarze dotarli również do Chorwacji. Pochodzące stamtąd zwierzęta były bardziej pożądane od bakońskich, ponieważ dawały więcej tłuszczu, a mięso było smaczniejsze. Książę Serbii, Miłosz I Obrenowić, zaczął handel serbskimi świniami rasy sumadia, które były kupowane przez węgierskich posiadaczy ziemskich do hodowli.
Kiedy serbskie stada przepędzano przez Węgry na targi w Sopronie i w Győr, niewielka część zwierząt uciekała, była sprzedawana, czasem kradziona i one właśnie krzyżowały się z miejscowymi rasami. Mangalica powstała ze skrzyżowania powszechnych wcześniej ras świń bakonyi i szalontai oraz dzika. Swoje rozpowszechnienie zawdzięcza temu, że była niewymagająca, zdatna do całorocznego chowu na pastwisku i zachowała szereg cech dzika. Jej popularność wśród ludności rosła ze względu na ilość dostarczanego tłuszczu. W ciągu 25 lat rozprzestrzeniła się po całych Węgrzech i całkowicie zmieniła strukturę pogłowia trzody chlewnej. Świnie bakońskie zanikły całkowicie do połowy lat 40 XIX w. Już w 1814 r. o mangalicy, jako o popularnej rasie, pisze Ferenc Pethe, węgierski dziennikarz i autor prac o tematyce ekonomicznej, redaktor pierwszego czasopisma ekonomicznego na Węgrzech.
W 1833 r. Józef Antoni Habsburg założył w Chişineu-Criş (węg. Kisjenő) hodowlę, do której były kupowane zwierzęta z hodowli księcia Miłosza. Były to egzemplarze o jasnym, kędzierzawym futerku, które w Kisjenő krzyżowano z miejscowym pogłowiem. Większość węgierskich posiadaczy kupowała tam zwierzęta hodowlane i w ten sposób na terenie kraju powstało więcej takich znanych gospodarstw hodowlanych, jak np. w Mezőhegyes założone w 1865 r. Dzięki tym centrom powstała stosunkowo jednorodna populacja.  Mangalica w ciągu kilku pokoleń na tyle dostosowała się do warunków Wielkiej Niziny Węgierskiej, by stać się prawdziwą węgierską rasą. Jeżeli jakieś zwierzęta trafiły w inne warunki, to u ich potomstwa pojawiały się znaczne różnice. Po I wojnie światowej na terenach utraconych przez Węgry pozostała większa część pogłowia mangalicy, ale w nowych granicach znalazła się bardziej jednorodna i homogeniczna populacja.
Na znaczenie mangalicy wskazuje fakt, że w Győr i Kőbánya utworzono wielkie farmy hodowlane. Farma w Kőbánya produkowała rocznie w latach 1870–1894 średnio 600 000 sztuk. Jednak już wtedy zaczęły się zmieniać warunki gospodarcze. Lasy dębowe i bukowe, w których pasiono świnie, wycięto, a pastwiska zaorano. Zmniejszył się też popyt na świnie hodowane na smalec i słoninę, natomiast zwiększyło się zainteresowanie rasami mięsnymi. Pojawiły się rasy z zachodu, które zamiast wolnego, wymagały chowu w pomieszczeniach. Największym ciosem dla mangalic był pomór świń z 1895 r., który trwał 20 lat i spowodował śmierć 4,5 mln zwierząt. Wśród ofiar mangalice stanowiły 95%. Po tym fakcie nie potrafiła już zdobyć dotychczasowej pozycji na rynku, a stan jej pogłowia ciągle malał.
W 1927 r. powstało Krajowe Stowarzyszenie Hodowców Mangalicy (Mangalica Tenyésztők Országos Egyesülete), które za cel wyznaczyło sobie rozwój rasy. Wytyczne i zasady wpisywania do ksiąg hodowlanych, obowiązujące do dziś bez większych zmian, opracował Mihály Rácz, profesor zajmujący się hodowlą zwierząt. II wojna światowa okazała się dla mangalic kolejną tragedią, gdyż liczba zwierząt znacząco zmalała.
Po wojnie utworzono Krajowe Zrzeszenie Węgierskich Związków Hodowców Zwierząt (Magyar Állattenyésztő Szervezetek Országos Szövetségét). Od 1945 r. do końca lat 50 XX w. liczba mangalic rosła, ale nie osiągnęła jednak przedwojennego poziomu 30 tys. W końcu lat 50 nowoczesne rasy świń wyparły mangalicę, a ich liczba gwałtownie malała. W 1973 zdecydowano się na jej ochronę. Od 1974 r. hodowla odbywa się przy wsparciu państwa.
W latach 90 XX w. odtworzono Krajowe Stowarzyszenie Hodowców Mangalicy, które prowadzi praktyczną hodowlę. Urzędowo za zachowanie rasy odpowiedzialna jest Dyrekcja ds. Hodowli Zwierząt Urzędu Rolnictwa (Mezőgazdasági Szakigazgatási Hivatal Állattenyésztési Igazgatósága). Dzisiaj mangalica nie jest już zagrożona, co jest też wynikiem międzynarodowego sukcesu – jej mięso stało się surowcem dla hiszpańskiej szynki serrano.

## Odmiany
- Mangalica blond: najczęściej występująca. Dobrze wykorzystuje karmę i nadaje się zarówno do hodowli otwartej, jak i zamkniętej. Sprawdza się zarówno w produkcji tłuszczowej, jak i mięsnej. Znanych jest wiele odmian zależnych od rodzaju wyżywienia, sposobu hodowli.
- Mangalica ruda: powstała w wyniku skrzyżowania mangalicy blond i kędzierzawej świni szalontai. Jest cięższa i bardziej płodna od rasy blond.
- Mangalica jaskółcza: powstała w wyniku skrzyżowania mangalicy blond i czarnej, brzuch ma jasny, a grzbiet czarny. Jest drobniejsza, ale bardziej płodna niż rasa blond.
- Mangalica czarna: występuje w południowych Węgrzech. Krzyżówka czarnej świni sremskiej i mangalicy blond. Była odporniejsza, ale miała gorsze właściwości hodowlane niż rasa blond. Wymarła na początku XX w.
- Mangalica dzika: bardzo rzadka rasa, przede wszystkim obecna była w górskich okolicach, prawdopodobnie powstała w wyniku przypadkowego skrzyżowania mangalicy blond i dzika.

## Krzyżówki
Mangalice są regularnie krzyżowane z innymi rasami w celu poprawy niektórych cech. Krzyżowanie prowadzi do powstawania różnych odmian geograficznych i nowych ras. Pomimo tego cechy charakterystyczne mangalicy pozostają zachowane.
Dwie najważniejsze krzyżówki:
- Uszlachetniona mangalica: na początku XX w. w wielu hodowlach kryto maciory mangalicy knurami bardzo podobnej i także tłuszczowej rasy lincolnshire. Efektem był typ o dobrej płodności i szybkim wzroście, który starano się rozpowszechnić wśród gospodarzy.
- Świnie báznai: krzyżówka, która przekształciła się w samodzielną rasę. W hodowli w Bazna skrzyżowano mangalicę z angielską rasą berkshire, a później jeszcze wprowadzono rasę yorkshire i w ten sposób uzyskano świnie o ciekawych właściwościach.

Rozmieszczenie jasnej i ciemnej maści na zwierzętach jest swoiste, ciemna znajduje się w części przedniej i tylnej, a środek ciała jest jasny, dlatego też zwane są też świniami pasiastymi. Po odłączeniu Siedmiogrodu pogłowie trafiło do Rumunii i na Węgrzech nie pozostała znacząca ich populacja.

## Mit o niskiej zawartości cholesterolu
Wyniki badań nie potwierdzają informacji, według których tłuszcz mangalicy zawiera mniej cholesterolu niż inne rasy świń. „Na temat mangalicy panuje opinia, że jej mięso jest zdrowsze, łatwiej strawne, zawiera mniej cholesterolu i zawiera istotne dla człowieka nienasycone kwasy tłuszczowe. Jednak tak nie jest”.
„Zawartość cholesterolu w tłuszczu mangalicy jest porównywalna z jakąkolwiek inną rasą świń. Dietetyczka  Márta Vörösné Bálint stwierdziła w wywiadzie, że tłuszcz zwierząt tylko wtedy zawiera nienasycone kwasy tłuszczowe, gdy żyją i pasą się na wolności, kiedy pozwala im się rosnąć we własnym tempie. Wtedy ich tłuszcz topi się w niższych temperaturach niż u innych ras. Niestety temu kryterium nie odpowiada każda hodowla. Dlaczego dla rolnika lepsze jest żywienie zwierząt paszami? Bo szybciej uzyskują wagę, przy której nadają się do uboju”.